# دریس هولتن
دریس (آندریس) هولتن (به انگلیسی: Dries Holten) (زاده ۳۰ ژانویه ۱۹۳۶-درگذشته ۱۵ آوریل ۲۰۲۰) خواننده هلندی بود.
او به همراه ساندرا ریمر نماینده هلند در یوروویژن ۱۹۷۲ بود.